# Unicodeblock Garay
Der Unicode-Block Garay enthält die Zeichen der Garay-Schrift, eines modernen Alphabets für die Wolofsprache in Westafrika. Diese Schrift wurde 1961 von Assane Faye in Senegal entworfen und zeigt deutliche Anklänge an das arabische Schriftsystem (rechts-nach-links-Schreibrichtung, eigene Kalligraphie). Garay dient vor allem der Wolof-Darstellung (mit etwa 12 Mio. Sprechern in Senegal, Gambia und Mauretanien) und unterscheidet Groß- und Kleinbuchstaben sowie zehn Ziffern. Der Unicode-Block „Garay“ wurde in Version 16.0 des Standards (Erscheinungsdatum September 2024) eingeführt.

## Allgemeine Beschreibung
Der Block Garay liegt im Supplementary Multilingual Plane (Plane 1) und umfasst die 80 Codepunkte von U+10D40 bis U+10D8F. Davon sind 69 Positionen aktuell mit Zeichen belegt (Stand Unicode 16.0). Der Blockname „Garay“ entspricht dem ISO-15924-Skriptnamen, der als vierstelliger Code „Gara“ (164) offiziell registriert ist. In den Unicode-Charts wird jedes Groß- und Kleinbuchstabenpaar mit Namen wie „GARAY CAPITAL LETTER …“ bzw. „GARAY SMALL LETTER …“ geführt. Die Garay-Zeichennamen folgen dabei der üblichen Nomenklatur des UCS/Unicode-Standards.

## Historischer und linguistischer Hintergrund der Garay-Schrift
Die Garay-Schrift wurde 1961 von dem senegalesischen Lehrer Assane Faye geschaffen. Ihr Entstehen steht im Kontext der senegalesischen Unabhängigkeitsbewegung: Am Jahrestag der Unabhängigkeit Senegals 1961 entwarf Faye das neue Schriftsystem, inspiriert von arabischen Schriften und einer Vision, die er am Strand von Yen hatte. Der Name „Garay“ bezieht sich nach Faye auf eine lokale Höhle („die Weiße des Baumwollblütenhofs“). In Form und Nutzungsabsicht ist Garay an das arabische Alphabet angelehnt: Die Schrift läuft von rechts nach links und enthält ein eigenes „Vokalfänger“-Zeichen ähnlich dem arabischen Alif.
Als Alphabet (nicht bloß als Abjad) kodiert Garay einzelne Laute durch getrennte Buchstaben. Das Grundrepertoire umfasst 25 Konsonanten (einschließlich eines Vokalträgers) sowie mehrere diakritische Vokalzeichen, ein Längen- und ein Nullvokalzeichen, ein Geminationszeichen und zehn Ziffern. Anders als im Arabischen werden die Buchstaben nicht verbunden, und Garay unterscheidet Groß- und Kleinbuchstaben: Majuskeln tragen je nach Buchstabe einen zusätzlichen Zierstrich („swash“), üblicherweise am Anfang eines Satzes oder bei Eigennamen. In der Praxis wurde die Schrift von vergleichsweise wenigen Anwendern gelernt – Schätzungen gehen von nur rund 200 aktiven Nutzern aus, vor allem in Frauen- und Erwachsenenkreisen für Wolof- und Mandinka-Unterricht. Bis heute existieren diverse handschriftliche Garay-Texte (Lehrbücher, Erzählungen, auch ein Koran mit wolofsprachiger Interlinear-Übersetzung), doch bleibt das lateinische Alphabet (und in geringerem Umfang ein arabisch-basiertes Wolof-Ajami) im Alltag dominierend. Linguistisch ist Wolof eine atlantische Niger-Kongo-Sprache, und die Garay-Schrift bildet deren Phoneme weitgehend direkt ab. Sie enthält (nach einem früheren Vorschlag von Pandey und Everson) vier bis fünf Basisvokalzeichen zur Darstellung aller Vokale.

## Aufnahme in den Unicode-Standard
Nach mehrjähriger Vorbereitung wurde Garay offiziell in Unicode 16.0 (2024) kodiert. In diesem Release wurde Garay als eigenständiger Block aufgenommen – dies wird im Summary-Report von Unicode 16.0 explizit erwähnt (“Garay is a modern-use script from West Africa.”). Die Codepunkte U+10D40 bis U+10D8F sind nun für Garay reserviert. In den offiziellen Unicode-Quellen findet man zu Garay das Codechart-PDF von Version 16.0. Auch ISO/IEC 10646 (der internationale Standard zur Unicode-Kodierung) übernimmt diese Zuordnung eins zu eins. Im ISO-15924-Skriptverzeichnis ist Garay unter dem Code „Gara“ (164) und der Versionsnummer 16.0 aufgeführt.
Die Details der Kodierung wurden in mehreren Unicode/ISO WG2-Dokumenten ausgearbeitet. Frühere Vorschläge (z. B. von Anshuman Pandey 2011 und Michael Everson 2012) schlugen die Einbindung von Garay ins UCS vor. Die letztgültige Form mit allen Groß- und Kleinbuchstaben sowie Zusatzzeichen erschien schließlich auf Beschluss des Unicode Technical Committee. Das final veröffentlichte Zeichennamenverzeichnis listet alle zugewiesenen Garay-Zeichen unter der Script-Klasse „Garay“ auf.

## Anwendung und Relevanz in der digitalen Schriftkultur
Die Einbindung von Garay in Unicode stellt einen wichtigen Schritt zur digitalen Unterstützung dieser afrikanischen Schriftsprache dar. Dank der normierten Kodierung können elektronische Geräte, Betriebssysteme und Fonts Garay-Zeichen künftig korrekt darstellen und verarbeiten. Experimentelle Implementierungen gibt es bereits: Beispielsweise wurde die Allgemeine Erklärung der Menschenrechte (UDHR) in Garay übersetzt und als Unicode-Text bereitgestellt. Es existieren erste Prototyp-Fonts für Garay – deren Qualität („frühe Prototypen“) ist noch begrenzt, etwa bei der korrekten Platzierung diakritischer Punkte. Mit der offiziellen Unicode-Registrierung ist jedoch die Voraussetzung geschaffen, dass zukünftig zuverlässige Garay-Schriften, Eingabemethoden und Web-Inhalte realisiert werden können.
In der digitalen Schriftkultur eröffnet dies insbesondere einer vormals marginalen Schrift Zugang zu globaler Unicode-Kompatibilität und Konversionstools. Die Kodierung von Garay fördert die Archivierung und Publikation wolofsprachiger Texte in ihrer Ursprungsorthographie. Insgesamt trägt die Unicode-Aufnahme von Garay zur Bewahrung und Anerkennung indigener afrikanischer Schriftsysteme bei und ermöglicht ihren Einsatz in E-Learning und Software für senegalesische Sprachen.

## Tabelle
| Unicodenummer   | Zeichen (400 %) | Kategorie                               | Bidirektionale Klasse              | Offizielle Bezeichnung            | Beschreibung |
| --------------- | --------------- | --------------------------------------- | ---------------------------------- | --------------------------------- | --- |
| U+10D40 (68928) | 𐵀               | Dezimalziffer                           | rechts nach links (nicht-arabisch) | GARAY DIGIT ZERO                  | Garay-Ziffer Null |
| U+10D41 (68929) | 𐵁               | Dezimalziffer                           | rechts nach links (nicht-arabisch) | GARAY DIGIT ONE                   | Garay-Ziffer Ein |
| U+10D42 (68930) | 𐵂               | Dezimalziffer                           | rechts nach links (nicht-arabisch) | GARAY DIGIT TWO                   | Garay-Ziffer Zwei |
| U+10D43 (68931) | 𐵃               | Dezimalziffer                           | rechts nach links (nicht-arabisch) | GARAY DIGIT THREE                 | Garay-Ziffer Drei |
| U+10D44 (68932) | 𐵄               | Dezimalziffer                           | rechts nach links (nicht-arabisch) | GARAY DIGIT FOUR                  | Garay-Ziffer Vier |
| U+10D45 (68933) | 𐵅               | Dezimalziffer                           | rechts nach links (nicht-arabisch) | GARAY DIGIT FIVE                  | Garay-Ziffer Fünf |
| U+10D46 (68934) | 𐵆               | Dezimalziffer                           | rechts nach links (nicht-arabisch) | GARAY DIGIT SIX                   | Garay-Ziffer Sechs |
| U+10D47 (68935) | 𐵇               | Dezimalziffer                           | rechts nach links (nicht-arabisch) | GARAY DIGIT SEVEN                 | Garay-Ziffer Sieben |
| U+10D48 (68936) | 𐵈               | Dezimalziffer                           | rechts nach links (nicht-arabisch) | GARAY DIGIT EIGHT                 | Garay-Ziffer Acht |
| U+10D49 (68937) | 𐵉               | Dezimalziffer                           | rechts nach links (nicht-arabisch) | GARAY DIGIT NINE                  | Garay-Ziffer Neun |
| U+10D4A (68938) | 𐵊               | anderer Buchstabe, Silbe oder Ideogramm | rechts nach links (nicht-arabisch) | GARAY VOWEL SIGN A                | Garay-Vokalzeichen A |
| U+10D4B (68939) | 𐵋               | anderer Buchstabe, Silbe oder Ideogramm | rechts nach links (nicht-arabisch) | GARAY VOWEL SIGN I                | Garay-Vokalzeichen I |
| U+10D4C (68940) | 𐵌               | anderer Buchstabe, Silbe oder Ideogramm | rechts nach links (nicht-arabisch) | GARAY VOWEL SIGN O                | Garay-Vokalzeichen O |
| U+10D4D (68941) | 𐵍               | anderer Buchstabe, Silbe oder Ideogramm | rechts nach links (nicht-arabisch) | GARAY VOWEL SIGN EE               | Garay-Vokalzeichen EE (wird anstelle des GARAY VOWEL SIGN E nach den Konsonanten Ba, Da, Ja oder Ka verwendet; nicht zu verwechseln mit GARAY SMALL LETTER A, dessen Glyphe größer sein sollte) |
| U+10D4E (68942) | 𐵎               | modifizierender Buchstabe               | rechts nach links (nicht-arabisch) | GARAY VOWEL LENGTH MARK           | Garay-Vokallängenzeichen |
| U+10D4F (68943) | 𐵏               | anderer Buchstabe, Silbe oder Ideogramm | rechts nach links (nicht-arabisch) | GARAY SUKUN                       | Garay Sukun (wurde in frühen Manuskripten verwendet, um das explizite Fehlen eines Vokals zu markieren: veraltet, da es in modernen Texten nicht mehr benötigt wird, in denen alle erforderlichen Vokalzeichen explizit geschrieben sind, möglicherweise nach einem führenden LETTER A (oder Alif), um diese Vokale in Abwesenheit eines führenden Konsonanten zu halten) |
| U+10D50 (68944) | 𐵐               | Großbuchstabe                           | rechts nach links (nicht-arabisch) | GARAY CAPITAL LETTER A            | Garay-Großbuchstabe Konsonant A (oder Alif) |
| U+10D51 (68945) | 𐵑               | Großbuchstabe                           | rechts nach links (nicht-arabisch) | GARAY CAPITAL LETTER CA           | Garay-Großbuchstabe Konsonant Ca |
| U+10D52 (68946) | 𐵒               | Großbuchstabe                           | rechts nach links (nicht-arabisch) | GARAY CAPITAL LETTER MA           | Garay-Großbuchstabe Konsonant Ma |
| U+10D53 (68947) | 𐵓               | Großbuchstabe                           | rechts nach links (nicht-arabisch) | GARAY CAPITAL LETTER KA           | Garay-Großbuchstabe Konsonant Ka (vereinfachte Buchstabenform, die in modernen Texten verwendet wird) |
| U+10D54 (68948) | 𐵔               | Großbuchstabe                           | rechts nach links (nicht-arabisch) | GARAY CAPITAL LETTER BA           | Garay-Großbuchstabe Konsonant Ba |
| U+10D55 (68949) | 𐵕               | Großbuchstabe                           | rechts nach links (nicht-arabisch) | GARAY CAPITAL LETTER JA           | Garay-Großbuchstabe Konsonant Ja |
| U+10D56 (68950) | 𐵖               | Großbuchstabe                           | rechts nach links (nicht-arabisch) | GARAY CAPITAL LETTER SA           | Garay-Großbuchstabe Konsonant Sa |
| U+10D57 (68951) | 𐵗               | Großbuchstabe                           | rechts nach links (nicht-arabisch) | GARAY CAPITAL LETTER WA           | Garay-Großbuchstabe Konsonant Wa |
| U+10D58 (68952) | 𐵘               | Großbuchstabe                           | rechts nach links (nicht-arabisch) | GARAY CAPITAL LETTER LA           | Garay-Großbuchstabe Konsonant La |
| U+10D59 (68953) | 𐵙               | Großbuchstabe                           | rechts nach links (nicht-arabisch) | GARAY CAPITAL LETTER GA           | Garay-Großbuchstabe Konsonant Ga |
| U+10D5A (68954) | 𐵚               | Großbuchstabe                           | rechts nach links (nicht-arabisch) | GARAY CAPITAL LETTER DA           | Garay-Großbuchstabe Konsonant Da |
| U+10D5B (68955) | 𐵛               | Großbuchstabe                           | rechts nach links (nicht-arabisch) | GARAY CAPITAL LETTER XA           | Garay-Großbuchstabe Konsonant Xa |
| U+10D5C (68956) | 𐵜               | Großbuchstabe                           | rechts nach links (nicht-arabisch) | GARAY CAPITAL LETTER YA           | Garay-Großbuchstabe Konsonant Ya |
| U+10D5D (68957) | 𐵝               | Großbuchstabe                           | rechts nach links (nicht-arabisch) | GARAY CAPITAL LETTER TA           | Garay-Großbuchstabe Konsonant Ta |
| U+10D5E (68958) | 𐵞               | Großbuchstabe                           | rechts nach links (nicht-arabisch) | GARAY CAPITAL LETTER RA           | Garay-Großbuchstabe Konsonant Ra |
| U+10D5F (68959) | 𐵟               | Großbuchstabe                           | rechts nach links (nicht-arabisch) | GARAY CAPITAL LETTER NYA          | Garay-Großbuchstabe Konsonant NYa (oder Ña) |
| U+10D60 (68960) | 𐵠               | Großbuchstabe                           | rechts nach links (nicht-arabisch) | GARAY CAPITAL LETTER FA           | Garay-Großbuchstabe Konsonant Fa |
| U+10D61 (68961) | 𐵡               | Großbuchstabe                           | rechts nach links (nicht-arabisch) | GARAY CAPITAL LETTER NA           | Garay-Großbuchstabe Konsonant Na (vereinfachte Buchstabenform, die in modernen Texten verwendet wird) |
| U+10D62 (68962) | 𐵢               | Großbuchstabe                           | rechts nach links (nicht-arabisch) | GARAY CAPITAL LETTER PA           | Garay-Großbuchstabe Konsonant Pa |
| U+10D63 (68963) | 𐵣               | Großbuchstabe                           | rechts nach links (nicht-arabisch) | GARAY CAPITAL LETTER HA           | Garay-Großbuchstabe Konsonant Ha |
| U+10D64 (68964) | 𐵤               | Großbuchstabe                           | rechts nach links (nicht-arabisch) | GARAY CAPITAL LETTER OLD KA       | Garay-Großbuchstabe Konsonant altes Ka (historische Buchstabenform, die in frühen Manuskripten vom Drehbuchautor verwendet wurde) |
| U+10D65 (68965) | 𐵥               | Großbuchstabe                           | rechts nach links (nicht-arabisch) | GARAY CAPITAL LETTER OLD NA       | Garay-Großbuchstabe Konsonant altes Na (historische Buchstabenform, die in frühen Manuskripten vom Drehbuchautor verwendet wurde) |
| U+10D69 (68969) | 𐵩               | Markierung ohne Extrabreite             | Markierung ohne Extrabreite        | GARAY VOWEL SIGN E                | Garay-Vokalzeichen E (aber als Pränasalisierungszeichen nach den Konsonanten Ba, Da, Ja oder Ka verwendet) |
| U+10D6A (68970) | 𐵪               | Markierung ohne Extrabreite             | Markierung ohne Extrabreite        | GARAY CONSONANT GEMINATION MARK   | Garay-Konsonanten-Geminationszeichen |
| U+10D6B (68971) | 𐵫               | Markierung ohne Extrabreite             | Markierung ohne Extrabreite        | GARAY COMBINING DOT ABOVE         | Garay kombiniert Punkt oben |
| U+10D6C (68972) | 𐵬               | Markierung ohne Extrabreite             | Markierung ohne Extrabreite        | GARAY COMBINING DOUBLE DOT ABOVE  | Garay kombiniert Doppelpunkt oben |
| U+10D6D (68973) | 𐵭               | Markierung ohne Extrabreite             | Markierung ohne Extrabreite        | GARAY CONSONANT NASALIZATION MARK | Garay-Konsonanten-Nasalisierungszeichen |
| U+10D6E (68974) | 𐵮               | strichförmige Interpunktion             | rechts nach links (nicht-arabisch) | GARAY HYPHEN                      | Garay Bindestrich |
| U+10D6F (68975) | 𐵯               | modifizierender Buchstabe               | rechts nach links (nicht-arabisch) | GARAY REDUPLICATION MARK          | Garay-Reduplikationszeichen |
| U+10D70 (68976) | 𐵰               | Kleinbuchstabe                          | rechts nach links (nicht-arabisch) | GARAY SMALL LETTER A              | Garay-Kleinbuchstabe Konsonant A (oder Alif; nicht zu verwechseln mit GARAY VOWEL SIGN EE, dessen Glyphe kleiner sein sollte)) |
| U+10D71 (68977) | 𐵱               | Kleinbuchstabe                          | rechts nach links (nicht-arabisch) | GARAY SMALL LETTER CA             | Garay-Kleinbuchstabe Konsonant Ca |
| U+10D72 (68978) | 𐵲               | Kleinbuchstabe                          | rechts nach links (nicht-arabisch) | GARAY SMALL LETTER MA             | Garay-Kleinbuchstabe Konsonant Ma |
| U+10D73 (68979) | 𐵳               | Kleinbuchstabe                          | rechts nach links (nicht-arabisch) | GARAY SMALL LETTER KA             | Garay-Kleinbuchstabe Konsonant Ka (vereinfachte Buchstabenform, die in modernen Texten verwendet wird) |
| U+10D74 (68980) | 𐵴               | Kleinbuchstabe                          | rechts nach links (nicht-arabisch) | GARAY SMALL LETTER BA             | Garay-Kleinbuchstabe Konsonant Ba |
| U+10D75 (68981) | 𐵵               | Kleinbuchstabe                          | rechts nach links (nicht-arabisch) | GARAY SMALL LETTER JA             | Garay-Kleinbuchstabe Konsonant Ja |
| U+10D76 (68982) | 𐵶               | Kleinbuchstabe                          | rechts nach links (nicht-arabisch) | GARAY SMALL LETTER SA             | Garay-Kleinbuchstabe Konsonant Sa |
| U+10D77 (68983) | 𐵷               | Kleinbuchstabe                          | rechts nach links (nicht-arabisch) | GARAY SMALL LETTER WA             | Garay-Kleinbuchstabe Konsonant Wa |
| U+10D78 (68984) | 𐵸               | Kleinbuchstabe                          | rechts nach links (nicht-arabisch) | GARAY SMALL LETTER LA             | Garay-Kleinbuchstabe Konsonant La |
| U+10D79 (68985) | 𐵹               | Kleinbuchstabe                          | rechts nach links (nicht-arabisch) | GARAY SMALL LETTER GA             | Garay-Kleinbuchstabe Konsonant Ga |
| U+10D7A (68986) | 𐵺               | Kleinbuchstabe                          | rechts nach links (nicht-arabisch) | GARAY SMALL LETTER DA             | Garay-Kleinbuchstabe Konsonant Da |
| U+10D7B (68987) | 𐵻               | Kleinbuchstabe                          | rechts nach links (nicht-arabisch) | GARAY SMALL LETTER XA             | Garay-Kleinbuchstabe Konsonant Xa |
| U+10D7C (68988) | 𐵼               | Kleinbuchstabe                          | rechts nach links (nicht-arabisch) | GARAY SMALL LETTER YA             | Garay-Kleinbuchstabe Konsonant Ya |
| U+10D7D (68989) | 𐵽               | Kleinbuchstabe                          | rechts nach links (nicht-arabisch) | GARAY SMALL LETTER TA             | Garay-Kleinbuchstabe Konsonant Ta |
| U+10D7E (68990) | 𐵾               | Kleinbuchstabe                          | rechts nach links (nicht-arabisch) | GARAY SMALL LETTER RA             | Garay-Kleinbuchstabe Konsonant Ra |
| U+10D7F (68991) | 𐵿               | Kleinbuchstabe                          | rechts nach links (nicht-arabisch) | GARAY SMALL LETTER NYA            | Garay-Kleinbuchstabe Konsonant NYa (oder Ña) |
| U+10D80 (68992) | 𐶀               | Kleinbuchstabe                          | rechts nach links (nicht-arabisch) | GARAY SMALL LETTER FA             | Garay-Kleinbuchstabe Konsonant Fa |
| U+10D81 (68993) | 𐶁               | Kleinbuchstabe                          | rechts nach links (nicht-arabisch) | GARAY SMALL LETTER NA             | Garay-Kleinbuchstabe Konsonant Na (vereinfachte Buchstabenform, die in modernen Texten verwendet wird) |
| U+10D82 (68994) | 𐶂               | Kleinbuchstabe                          | rechts nach links (nicht-arabisch) | GARAY SMALL LETTER PA             | Garay-Kleinbuchstabe Konsonant Pa |
| U+10D83 (68995) | 𐶃               | Kleinbuchstabe                          | rechts nach links (nicht-arabisch) | GARAY SMALL LETTER HA             | Garay-Kleinbuchstabe Konsonant Ha |
| U+10D84 (68996) | 𐶄               | Kleinbuchstabe                          | rechts nach links (nicht-arabisch) | GARAY SMALL LETTER OLD KA         | Garay-Kleinbuchstabe Konsonant altes Ka (historische Buchstabenform, die in frühen Manuskripten vom Drehbuchautor verwendet wurde) |
| U+10D85 (68997) | 𐶅               | Kleinbuchstabe                          | rechts nach links (nicht-arabisch) | GARAY SMALL LETTER OLD NA         | Garay-Kleinbuchstabe Konsonant altes Ka (historische Buchstabenform, die in frühen Manuskripten vom Drehbuchautor verwendet wurde) |
| U+10D8E (69006) | 𐶎               | mathematisches Symbol                   | rechts nach links (nicht-arabisch) | GARAY PLUS SIGN                   | Garay Pluszeichen |
| U+10D8F (69007) | 𐶏               | mathematisches Symbol                   | rechts nach links (nicht-arabisch) | GARAY MINUS SIGN                  | Garay Minuszeichen |